# Audacious
Audacious는 낮은 리소스 사용률, 높은 오디오 품질에 초점을 둔 자유-오픈 소스 오디오 플레이어 소프트웨어이며 다양한 오디오 포맷을 지원한다. POSIX 호환 유닉스 계열 운영 체제에서의 사용을 주로 염두에 두고 설계되었으며 마이크로소프트 윈도우를 제한적이지만 지원한다. Audacious는 루분투와 우분투 스튜디오의 기본 오디오 플레이어이다.